# 最中

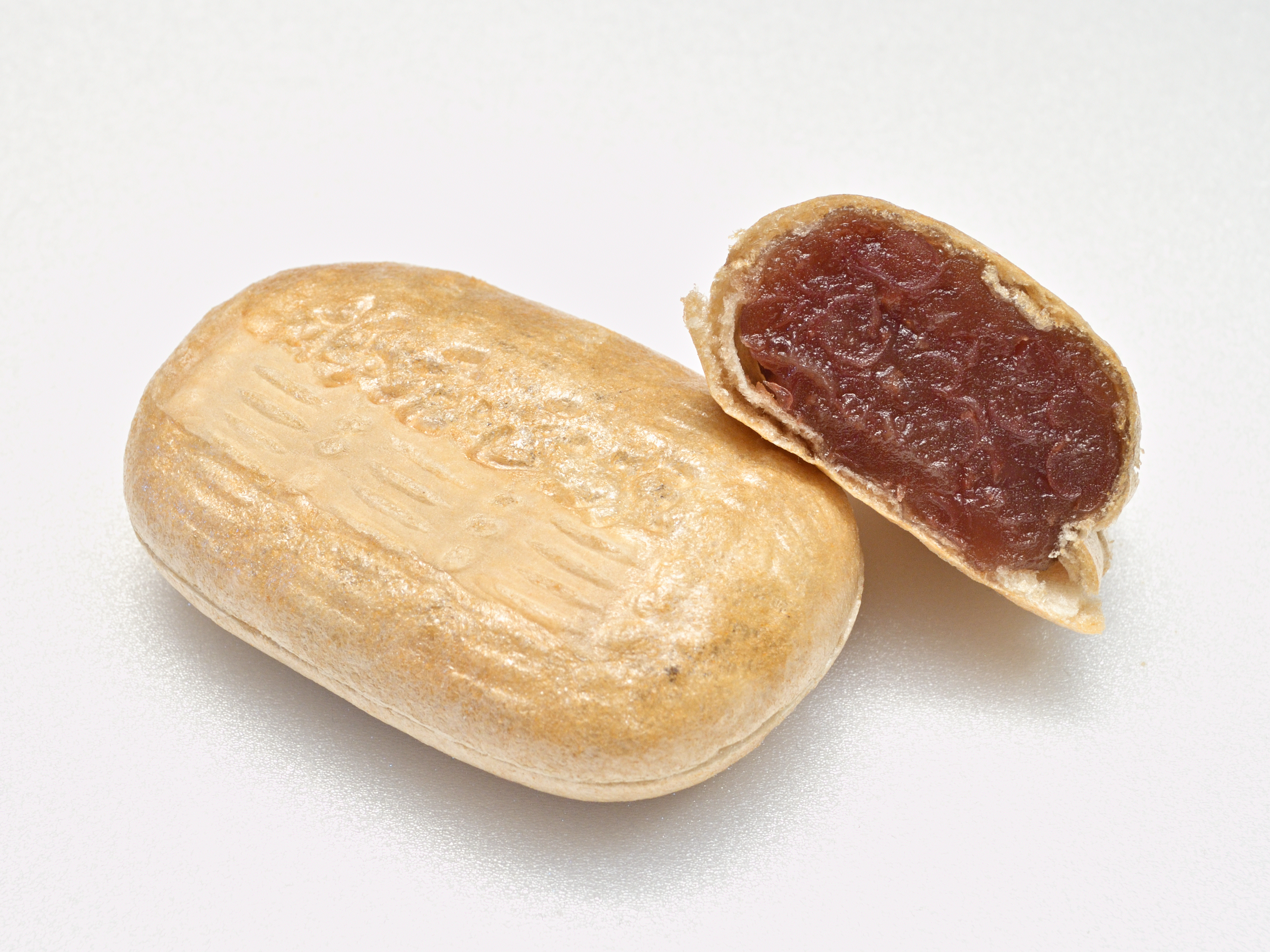
俵型の一般的な最中

最中（もなか）とは、餅から作った皮で餡を包んだ和菓子の一種。皮は皮種、菓子種、最中種、種物という。餡以外にも栗、求肥や餅、果てはチョコやアイスクリームなどを入れた変わり最中もある。

## 歴史
最中の原型は、もち米の粉に水を入れてこねたものを蒸し、薄く延ばして円形に切りそろえたものを焼き、砂糖や水飴、蜂蜜をかけた、半生菓子のうすやき（クレープ状の物）である。時代がくだり次第に、現代でいう小型のソースせんべいに似た干菓子に変遷したものである。これを使って餡を挟んだ菓子が江戸時代に考案されたが、その後も餡を挟む方法に改良が加えられ、明治期以降に現在の形の皮が完成した。皮の部分は、元が菓子だったことから特別に「皮種」と称されている。この皮種で餡を挟んだ最中が、やがて全国的に広まり、現在では各地で色々な種類の最中が銘菓として売られている。

## 現在の製法
皮種については生地を薄く延ばすところまでは原型と同じであるが、現在は生地をローラーにかけて薄さ数ミリまでに延ばし、一定の形に切りそろえた後、皮種専用の焼き型で両面同時に焼いていくと、餅のデンプンが膨らんで焼き型からはみ出る程まで広がり、軽くて歯触りの良い皮種ができあがる。現在はそれ専用の機械も存在する。また、もち米の粉に水を入れて熱し、それを練ったものを管に通して焼き型にそそぎ込み、直接加熱プレスして皮種を作っていく製法もあり、これにより多彩な形の皮種を作ることも可能になった。
皮種は一般的に種屋と呼ばれる和菓子材料の専門業者が製造しており、和菓子店へ提供している。ごく一部の和菓子店では最中皮の製造も行っている。
餡についてはアズキなど色々な種類があるが、最中の餡は、皮種が湿気を帯びるのを避けるべく水分の含有率を下げており、その分、砂糖の量が多めとなっていることから、照りや粘りが強い。この餡を2枚の皮を合わせた状態で隙間がなくなる程度に1枚の皮種へ盛り付けていき、最後に餡を封じる皮種を揃えかぶせて完成となる。
皮種が湿気るのを避けるために、販売時には餡と別にしておき、食べる時に消費者が餡を詰められるようにした商品もある。

## 名前の由来
池の面に 照る月なみを 数ふれば 今宵ぞ秋の もなかなりける
『拾遺和歌集』（巻3・秋171）にある源順の歌を知っていた公家たちが、宮中で行われた月見の宴において白くて丸い餅菓子が出されたのを見て、会話の中で「もなかの月」という言葉が出たことから、そのまま菓子の名前として定着したという由来がある。
江戸時代に考案された最中の原型も、この話に基づいて生み出したといわれ、菓子の名前も話そのままに「最中の月」と命名されたが、後に円形でないものが出回り始めた後は、単に「最中」と称されるようになった。

## 銘菓としての最中
現在は全国各地で作られ、土産や贈答品などとして販売される傾向にある。山鹿灯籠を模した熊本県山鹿市の「灯籠もなか」や、路面電車を模った東京都の「都電もなか」、神奈川県湘南地域の「江ノ電もなか」、大阪府堺市の「ちんちん電車もなか」、また富士重工業の自動車を模った、群馬県太田市の「スバル最中」、二輪レースで有名なモリワキのモリワキ最中（モナカ管を模したもの…受注生産）のなど、形状もさまざまで、中には皮種がとじ切れないほどの餡を盛り込む横浜市の「喜最中」のように、常識的な最中の形から外れるものもある。宮城県では、仙台市に本店のある「白松がモナカ」「寿の三色最中」の2ブランドが名物で、両者とも（特に前者は）当該地域のテレビCMだけでなく屋外広告なども盛んに行っているほど宣伝に力を入れている。また、芝神明榮太楼では、1902年2月に芝出身の尾崎紅葉に命名を依頼して「江の嶋最中」と名付けられた貝の形をした最中が現在に至るまで主力商品として販売されている。その掛け紙の図柄は、紅葉の「金色夜叉」で挿絵を描いた武内桂舟によるものである。

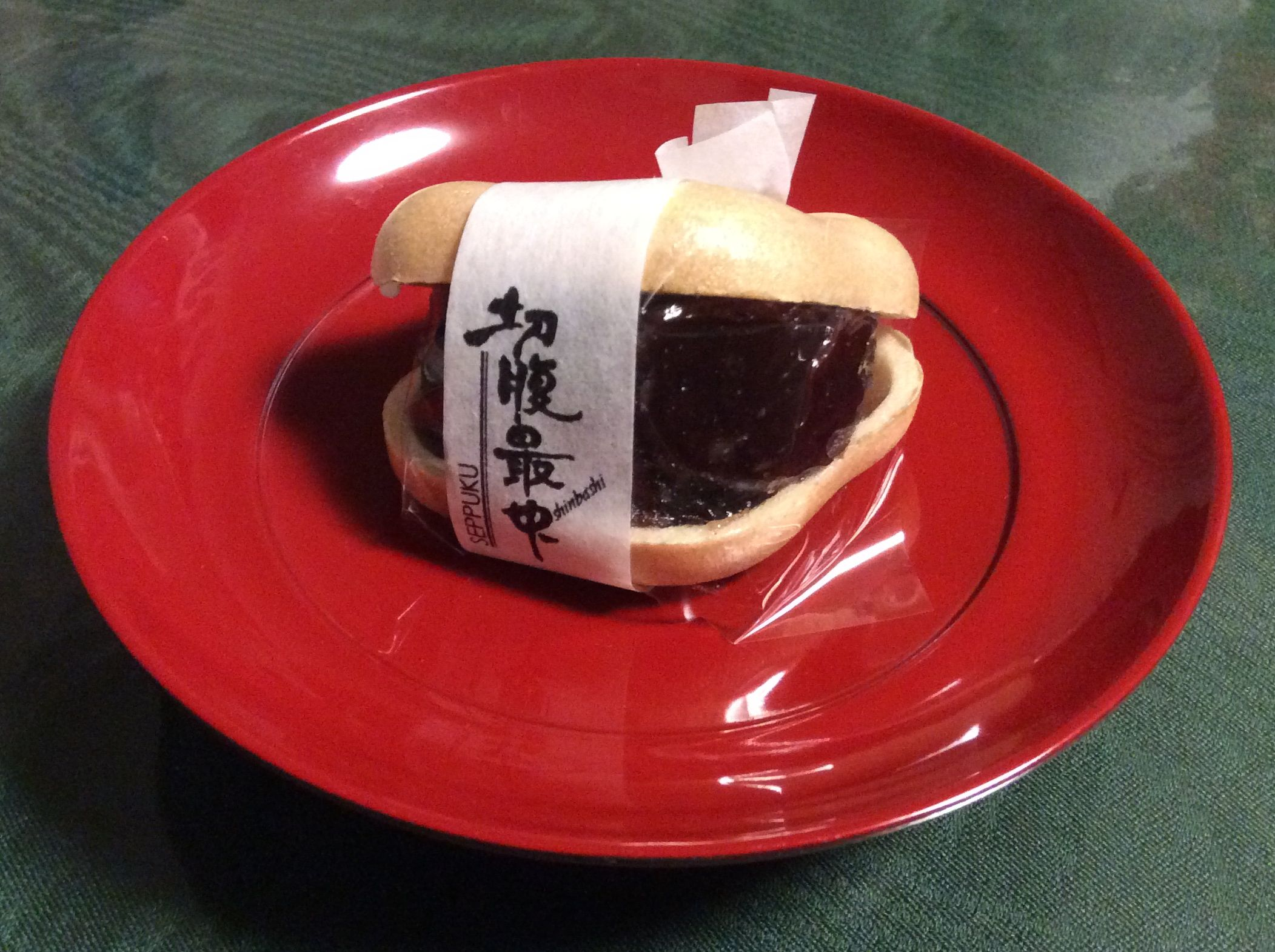
切腹最中（新正堂 2017年12月撮影）
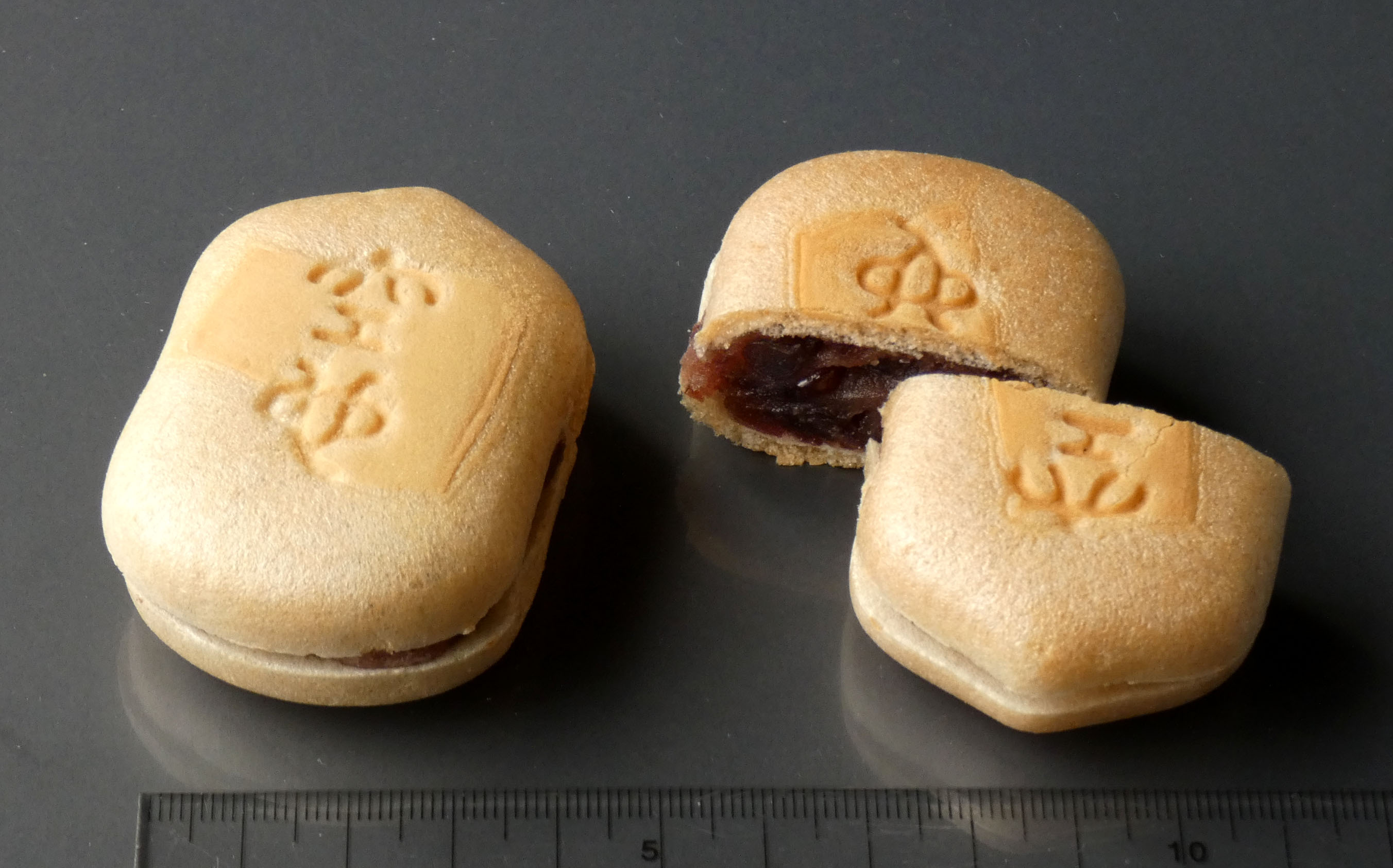
空也最中（空也、2019年3月撮影）
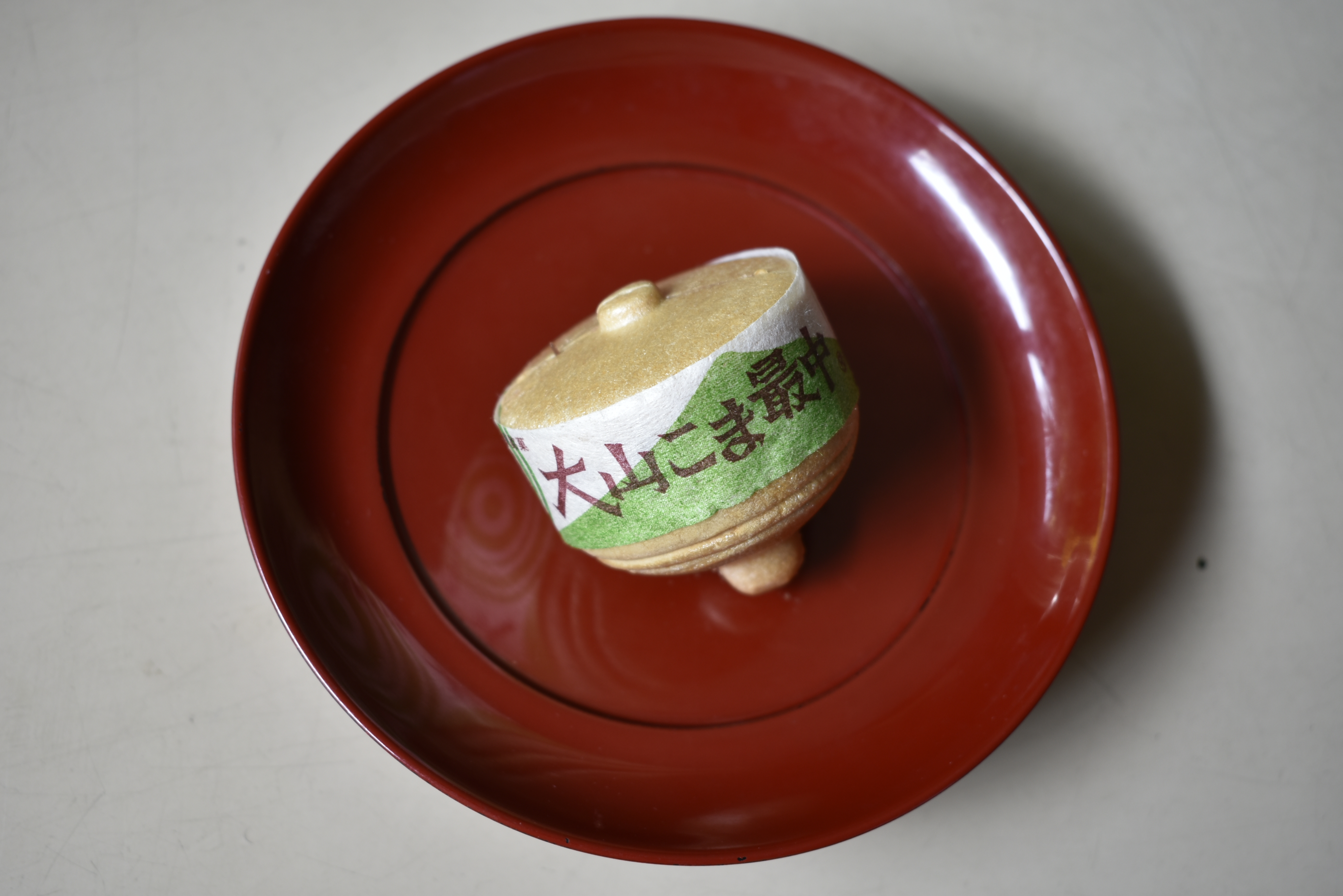
大山こま最中（神奈川県、2021年9月撮影）
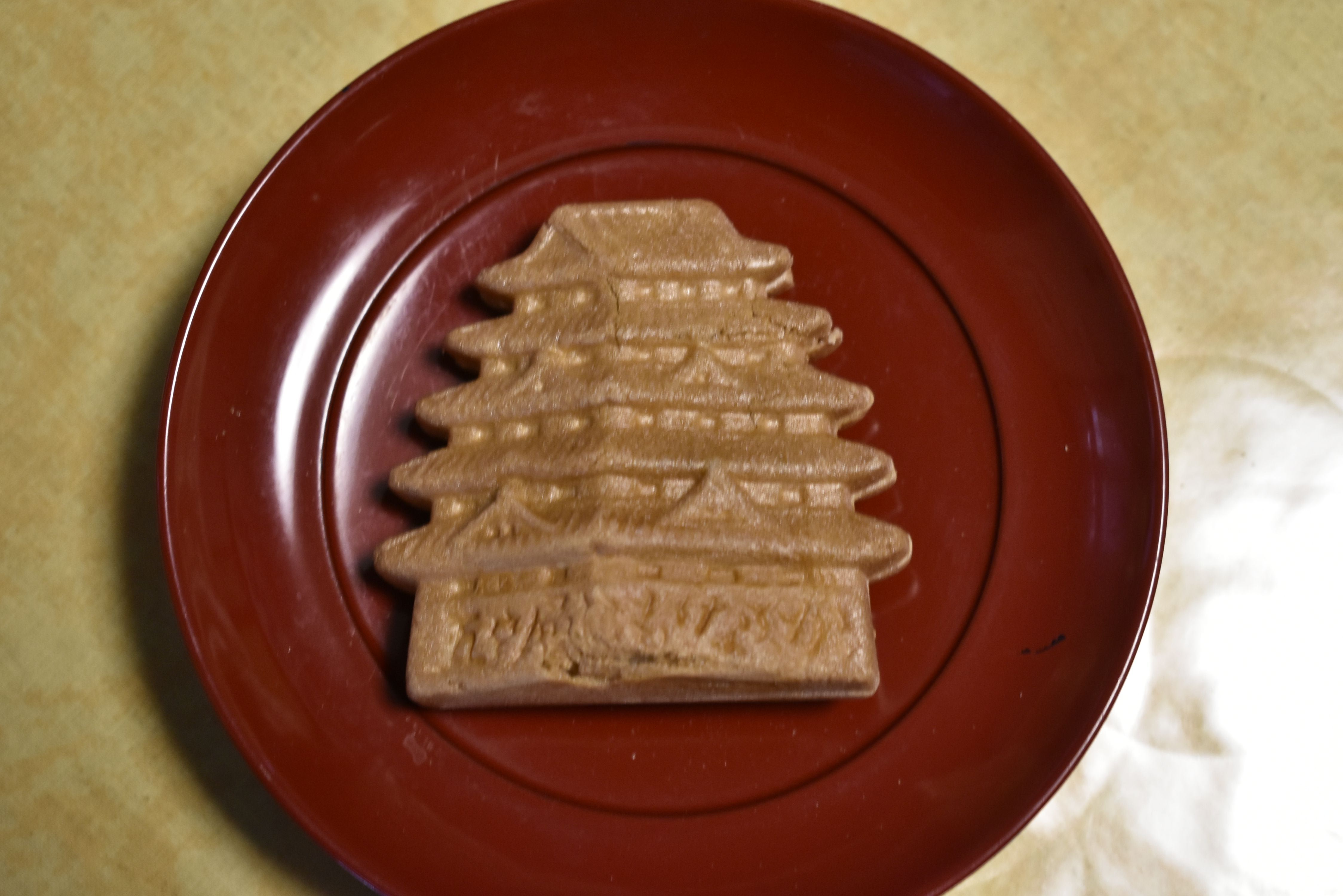
五層もなか（兵庫県姫路市、2022年4月撮影）

## 台湾の最中
20世紀の初頭、日本による統治が50年間続いた台湾には、和菓子の製造技術も伝えられたため、現在も地元の菓子店で草餅、最中、羊羹などの製造が行われている。台湾で最中は「最中」（ツイチョン）または「最中餅」（ツイチョンピン）、「摩那卡」（もなかの当て字）と呼ばれている。台湾の最中は、小豆餡の外に、蓮の実餡のものも一般的である。他に、台湾らしさのある、黒糖を使った餡や、コーヒー餡などの独自の新しい商品も生まれている。皮種の形状は、伝統的な円盤型のものが多いが、店によっては貝殻型などの個性的なものを作っている場合もある。

## その他
- 「アイスモナカ」とは、皮種をウエハースの代わりとして、アイスクリームなどを包んだものである。携帯性や保存性に優れ、日本では広く製造販売されている。原材料には米粉のほか、コーンスターチや小麦粉も使われる。チョコレートとアイスクリームを封入したチョコモナカジャンボは全国的にヒットし、アイスモナカの定番商品の一つとなっている[3]。
- 懐中汁粉は皮種を用いて汁粉の素をくるむ。懐中汁粉の応用として、皮種に茶漬けの具をくるんだ「お茶漬け最中」、同じく吸い物の具入りの「お吸い物最中」も存在する。
- 皮種の片側をタルト生地の代替とし、アーモンドなどを詰めた洋菓子風の菓子もある。
- 「モナカ構造」とは機械等において、2枚の外装を左右あるいは上下に貼り合わせた構造のこと。外装を皮に、内部機構を餡に見立てている。
- プラモデルでは、「モナカキット」とは内部機械を省略し外装のみを再現したメカニックの模型である。
- ナッピー（現在はナゥピー）。北海道富良野名産の味付き冷凍納豆が入ったモナカ。かつて学校給食で配給されていたこともあった。
- 北海道等一部地域では金魚すくい用のポイにモナカが使われており、お椀状のモナカに洗濯ばさみか針金を通したものを使用する。

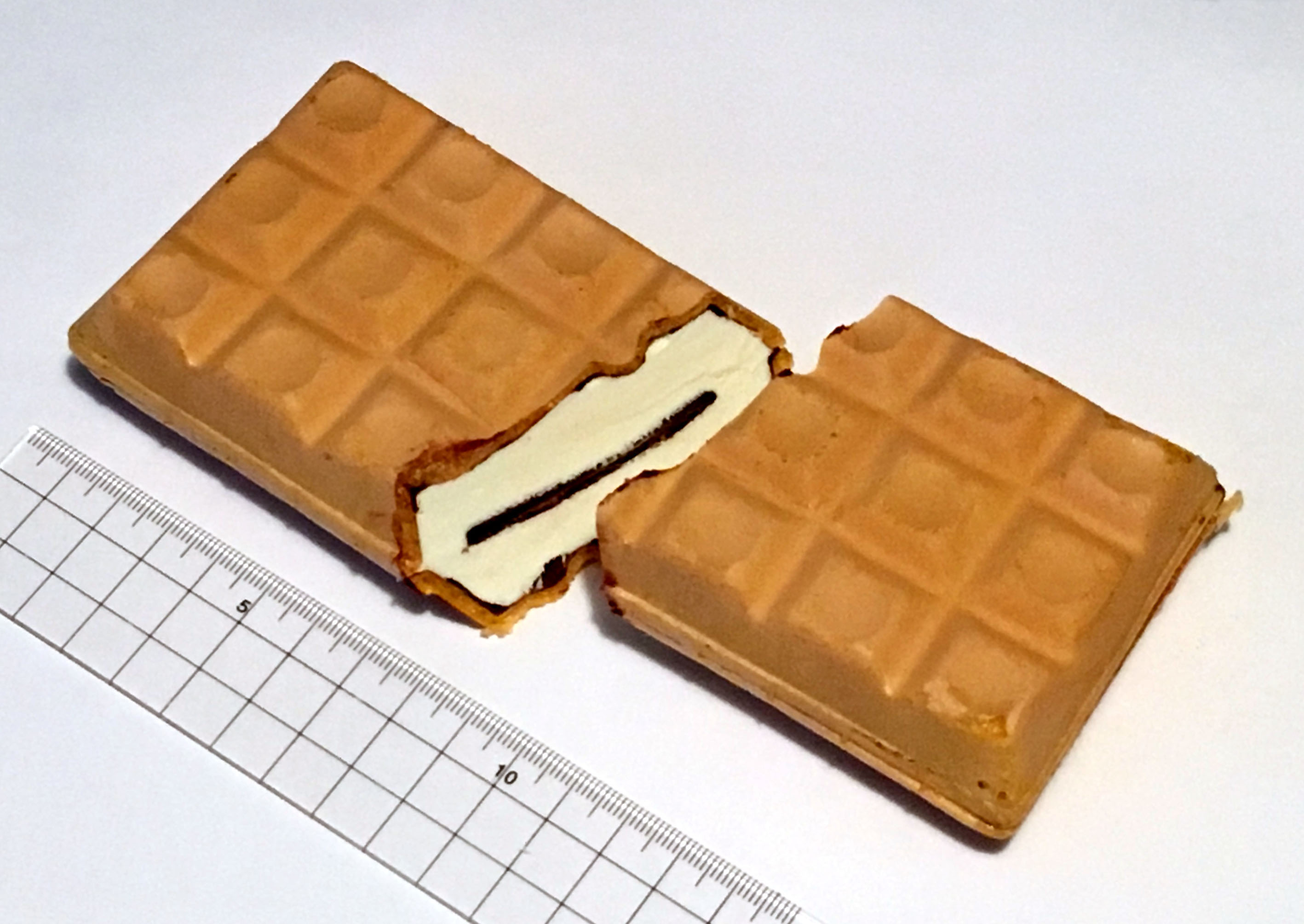
アイスモナカのひとつ、森永製菓のチョコモナカジャンボ
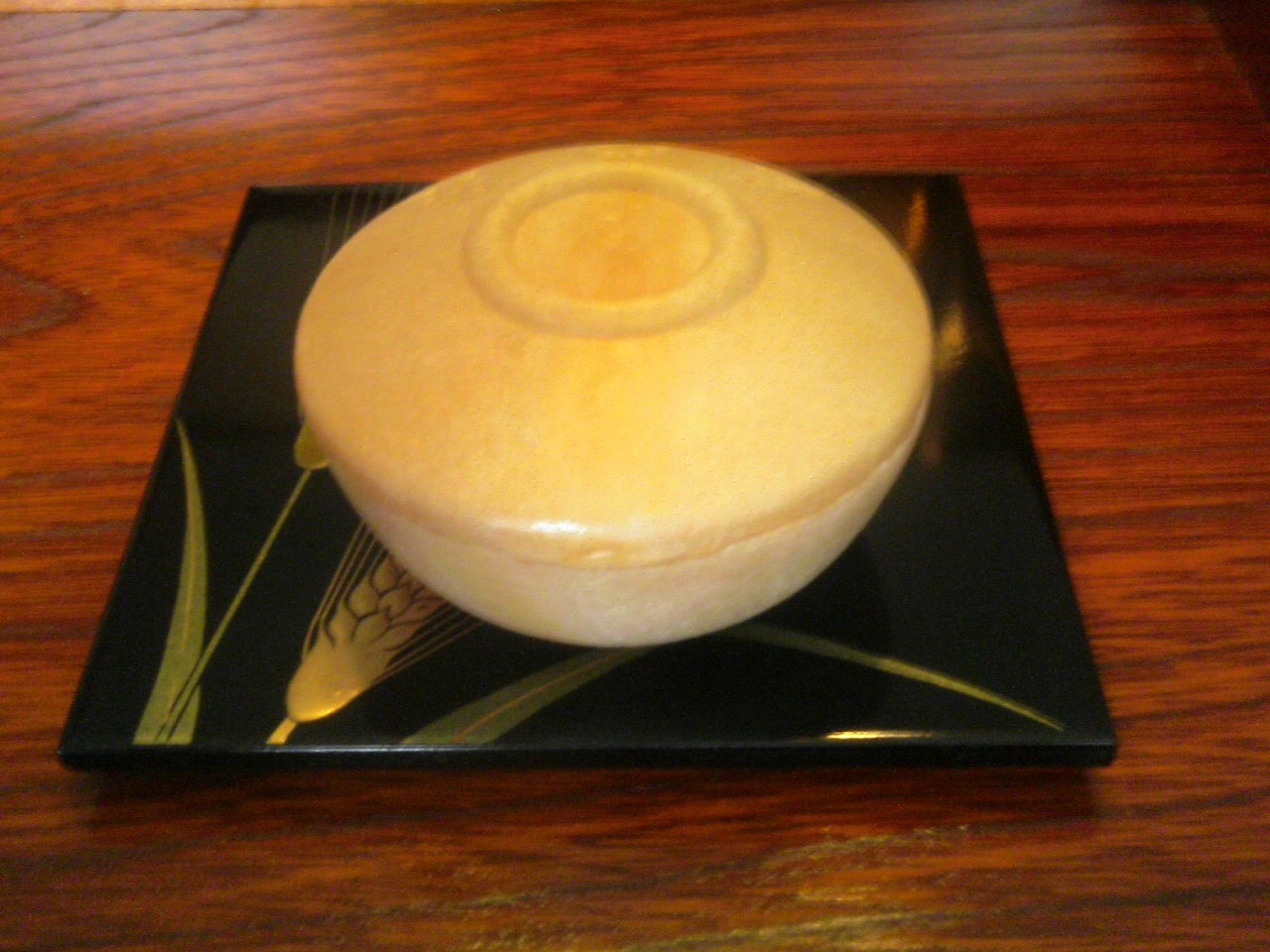
懐中汁粉